# W&W (motorfiets)
W&W is een Oostenrijks historisch merk van motorfietsen.
W&W stond voor: Motorradfabrik J. Wild & K. Wildberger, Wenen. 
Oostenrijks merk dat van 1925 tot 1927 498cc-eencilinders en 746cc- en 996cc-V-twins met MAG-kop/zijklepmotoren maakte.